# Microglyphis
Microglyphis är ett släkte av snäckor. Microglyphis ingår i familjen Ringiculidae.
Kladogram enligt Catalogue of Life:
| Microglyphis | \| \| Microglyphis brevicula \| \| \| \| \| \| Microglyphis estuarina \| \| \| \| |
|              | \| \| Microglyphis brevicula \| \| \| \| \| \| Microglyphis estuarina \| \| \| \| |
|              | Ringicula                                                                         |
|              |                                                                                   |
|              | Microglyphis brevicula                                                            |
|              |                                                                                   |
|              | Microglyphis estuarina                                                            |
|              |                                                                                   |

|  | Microglyphis brevicula |
|  |                        |
|  | Microglyphis estuarina |
|  |                        |